# یواس‌اس میداس (ای‌آربی-۵)
یواس‌اس میداس (ای‌آربی-۵) (به انگلیسی: USS Midas (ARB-5)) یک کشتی بود که طول آن ۳۲۸ فوت (۱۰۰ متر) بود. این کشتی در سال ۱۹۴۳ ساخته شد.